# Omonia Aradippou
El Omonia Aradippou (en griego: Ομόνοια Αραδίππου)  es un club de fútbol de Chipre de la ciudad de Aradippou. Fue fundado en 1929. La sección de fútbol juega en la Primera División de Chipre.

## Estadio
El Antonis Papadopoulos Stadium está ubicado en Lárnaca y tiene una capacidad para más de 1.500 espectadores. Omonia tiene una rivalidad de larga historia con su club vecino, el Ermis Aradippou.

## Palmarés

### Torneos nacionales
- Segunda División de Chipre (3):1978, 1993, 2024